# Bavay Ringloja
Bavay Ringloja es una variedad cultivar de ciruelo (Prunus domestica), de las denominadas ciruelas europeas.
Una variedad de ciruela relacionada 'Reina Claudia Bavay', obtenida en Hungría.
Las frutas tienen un tamaño mediano, color de piel color rojo púrpura, cubierto de pruina de mediano espesor, punteado pequeño, y pulpa de color amarillo verdoso, muy jugosa, textura de firmeza media, y sabor dulce rico.

## Sinonimia
- "Bavay Ringloja szilva".

## Historia
'Bavay Ringloja' variedad de ciruela relacionada 'Reina Claudia Bavay', obtenida en Hungría.
'Bavay Ringloja' está cultivada en diversos bancos de germoplasma de cultivos vivos, tales como en National Fruit Collection (Colección Nacional de Fruta) de Reino Unido con el número de accesión: 1948-450 y Nombre Accesión : Bavay Ringloja. El espécimen fue recibido en el «National Fruit Trials» (Probatorio Nacional de Frutas), para evaluar sus características en 1948, procedente de la "Universidad de Agricultura de Hungría", Budapest.

## Características
'Bavay Ringloja' árbol moderadamente vigoroso, erguido. Auto estéril, necesita a otras variedades para su polinización (grupo D). Flor blanca, que tiene un tiempo de floración que comienza a partir del 22 de abril con el 10% de floración, para el 26 de abril tiene una floración completa (80%), y para el 10 de mayo tiene un 90% de caída de pétalos.
'Bavay Ringloja' tiene una talla de tamaño mediano de forma redonda ovalada, cavidad poco profunda, estrecha, abrupta, sutura pronunciada, una línea distinta; ápice redondeado o ligeramente puntiagudo, con peso promedio de 31.80 g; epidermis tiene una piel delgada, tierna, siendo el color rojo púrpura, cubierto de pruina de mediano espesor, punteado pequeño; pedúnculo glabro, con una longitud promedio de 11.47 mm, pubescente, bien adherido al fruto con la cavidad del pedúnculo estrecha y apenas pronunciada; pulpa de color amarillo verdoso, muy jugosa, textura de firmeza media, y sabor dulce rico.
Hueso no adherido a la pulpa, irregular y ampliamente ovada, aplanada, áspera, ligeramente comprimida y con cuello en la base, roma o aguda en el ápice, sutura ventral estrecha, alada, fuertemente surcada, sutura dorsal aguda o levemente surcada.
Su tiempo de recogida de cosecha es conocida por su maduración tardía, se puede cosechar de finales de agosto a principios de septiembre.

## Usos
Se usa comúnmente como postre fresco de mesa buena como postre de fines de verano.